# Nili Abramski

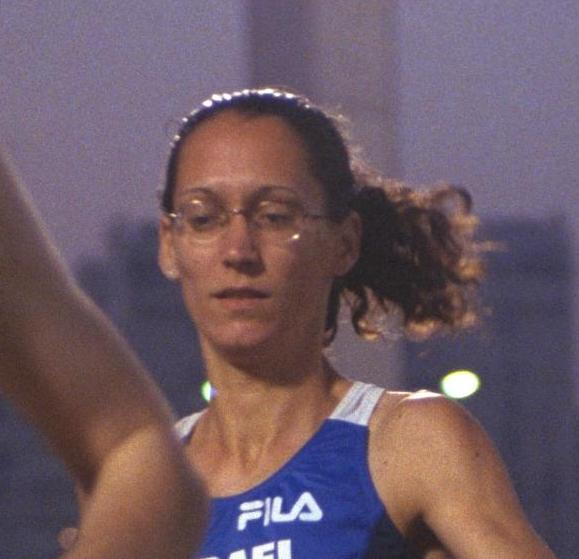
Nili Abramski, 1999

Nili Abramski (hebräisch נילי אברמסקי, auch Nili Avramski geschrieben; * 14. Januar 1970 in Rechovot) ist eine israelische Langstreckenläuferin.
Sie hält die aktuellen Landesrekorde im 2000-, 3000-, 5000- und 10.000-Meter-Lauf sowie im Halbmarathon und Marathon.
Insgesamt wurde sie beim Tiberias-Marathon elfmal israelische Marathonmeisterin, davon neunmal als Gesamtsiegerin sowie je einmal als Gesamtzweite bzw. -dritte. Zahlreiche weitere nationale Titel errang sie über 3000, 5000 und 10.000 Meter sowie im Halbmarathon und Crosslauf.
Auf internationaler Ebene hat sie sechsmal an Halbmarathon-Weltmeisterschaften teilgenommen, mit einem 39. Platz 2002 in Brüssel als bestem Ergebnis. Bei den Europameisterschaften 2002 in München belegte sie über 10.000 Meter den 27. Platz. Zum Gedenken an die elf israelischen Sportler, die 30 Jahre zuvor bei der Geiselnahme von München während der Olympischen Spiele 1972 in München ermordet worden waren, hatte sie sich die Zahlen „11“ und „72“ auf ihre Handflächen gemalt.
Nach einer Babypause 2003 qualifizierte sie sich 2004 als Neunte des Paris-Marathons mit einer Zeit von 2:36:36 h (ihr dritter israelischer Rekord über diese Distanz) für den Marathon der Olympischen Spiele in Athen, bei dem sie auf den 42. Rang kam. Über dieselbe Distanz belegte sie bei den Weltmeisterschaften 2005 in Helsinki Platz 49, bei den Europameisterschaften 2006 in Göteborg Platz 22 und bei den Weltmeisterschaften 2007 in Osaka Platz 41.
Nili Abramski ist 1,63 m groß und wiegt 49 kg.

## Persönliche Bestzeiten
- 2000 m: 6:08,69 min, 24. August 2000, Haacht-Wespelaar
- 3000 m: 9:19,52 min, 22. Juni 2002, Belgrad
- 5000 m: 16:09,88 min, 20. Juli 2002, Heusden-Zolder
- 10.000 m: 33:19,85 min, 3. Juli 2002, Seraing
- Halbmarathon: 1:13:59 h, 5. Mai 2002, Brüssel
- Marathon: 2:36:36 h, 4. April 2004, Paris